# Élections législatives de 1914 dans le Var
Les élections législatives de 1914 ont eu lieu les 26 avril et 10 mai.

## Députés élus
|   | Circonscription | Député sortant     |  | Groupe parlementaire   | Député élu         |  | Groupe parlementaire   |
| - | --------------- | ------------------ |  | ---------------------- | ------------------ |  | ---------------------- |
| 1 | Brignoles       | Octave Vigne       |  | Socialiste             | Octave Vigne       |  | Socialiste             |
| 2 | Draguignan      | Gustave Fourment   |  | Socialiste             | Gustave Fourment   |  | Socialiste             |
| 3 | 1re de Toulon   | Jean-Baptiste Abel |  | Gauche radicale        | Jean-Baptiste Abel |  | Gauche radicale        |
| 4 | 2e de Toulon    | François Coreil    |  | Républicain socialiste | Auguste Berthon    |  | Parti ouvrier français |
| 4 | 3e de Toulon    |                    |  |                        | Pierre Renaudel    |  | Socialiste             |

## Résultats à l'échelle du département
| Partis         | Partis                         | Premier tour | Premier tour | Deuxième tour | Deuxième tour | Sièges |
| Partis         | Partis                         | Voix         | %            | Voix          | %             | Sièges |
| -------------- | ------------------------------ | ------------ | ------------ | ------------- | ------------- | ------ |
|                | Parti socialiste de France     |              |              |               |               | 2      |
|                | Parti nationaliste             |              |              |               |               | 0      |
|                | Radicaux socialistes           |              |              |               |               | 1      |
|                | Parti socialiste français      |              |              |               |               | 1      |
|                | Socialistes                    |              |              |               |               | 0      |
|                | Républicains socialistes       |              |              | 0             |               |        |
|                | Droite                         |              |              | 0             |               |        |
|                |                                |              |              |               |               |        |
| Inscrits       | Inscrits                       |              | 100,00       |               | 100,00        | 4      |
| Votants        |                                |              |              |               |               |        |
| Abstentions    |                                |              |              |               |               |        |
| Blancs et nuls |                                |              |              |               |               |        |
| Exprimés       |                                |              |              |               |               |        |
|                |                                |              |              |               |               |        |
|                | Bloc des gauches ministériels  |              |              |               |               |        |
|                | Socialistes antiministériels   |              |              |               |               |        |
|                | Oppositions antiministérielles |              |              |               |               |        |

## Résultats par arrondissement

### Arrondissement de Brignoles
| Candidat       | Candidat       | Parti          | Premier tour | Premier tour |
| Candidat       | Candidat       | Parti          | Voix         | %            |
| -------------- | -------------- | -------------- | ------------ | ------------ |
|                | Octave Vigne   | SFIO           | 6 543        | 88,41        |
|                | Dauphin        | Divers         | 853          | 11,53        |
|                | Divers         | Divers         | 11           | 0,15         |
|                |                |                |              |              |
| Inscrits       | Inscrits       | Inscrits       | 14 463       | 100,00       |
| Votants        | Votants        | Votants        | 7 826        | 54,11        |
| Abstention     | Abstention     | Abstention     | 6 637        | 45,89        |
| Blancs et nuls | Blancs et nuls | Blancs et nuls | 425          | 5,43         |
| Exprimés       | Exprimés       | Exprimés       | 7 401        | 94,57        |

### Arrondissement de Draguignan
| Candidat       | Candidat            | Parti               | Premier tour | Premier tour |
| Candidat       | Candidat            | Parti               | Voix         | %            |
| -------------- | ------------------- | ------------------- | ------------ | ------------ |
|                | Gustave Fourment    | SFIO                | 6 989        | 53,81        |
|                | Villeneuve-Bargemon | PRD                 | 3 966        | 30,53        |
|                | Thaon               | Radical indépendant | 1 623        | 12,50        |
|                | Busquère            | Divers              | 405          | 3,12         |
|                | Divers              | Divers              | 6            | 0,05         |
|                |                     |                     |              |              |
| Inscrits       | Inscrits            | Inscrits            | 22 657       | 100,00       |
| Votants        | Votants             | Votants             | 13 232       | 58,40        |
| Abstention     | Abstention          | Abstention          | 9 425        | 41,60        |
| Blancs et nuls | Blancs et nuls      | Blancs et nuls      | 243          | 1,84         |
| Exprimés       | Exprimés            | Exprimés            | 12 989       | 98,16        |

### Arrondissement de Toulon

#### 1ère circonscription
| Candidat       | Candidat           | Parti                 | Premier tour | Premier tour | Deuxième tour | Deuxième tour |
| Candidat       | Candidat           | Parti                 | Voix         | %            | Voix          | %             |
| -------------- | ------------------ | --------------------- | ------------ | ------------ | ------------- | ------------- |
|                | Jean-Baptiste Abel | Radical indépendant   | 3 189        | 41,50        | 4 417         | 51,31         |
|                | Prosper Ferrero    | SFIO                  | 2 450        | 31,88        | 4 191         | 48,68         |
|                | Sassias            | PRS                   | 1 279        | 16,64        |               |               |
|                | Lieutaud           | Républicain démocrate | 765          | 9,96         |               |               |
|                | Divers             | Divers                | 1            | 0,01         | 1             | 0,01          |
|                |                    |                       |              |              |               |               |
| Inscrits       | Inscrits           | Inscrits              | 15 107       | 100,00       | 15 107        | 100,00        |
| Votants        | Votants            | Votants               | 7 865        | 52,06        | 8 790         | 58,18         |
| Abstention     | Abstention         | Abstention            | 7 242        | 47,94        | 6 327         | 41,88         |
| Blancs et nuls | Blancs et nuls     | Blancs et nuls        | 181          | 2,30         | 181           | 2,06          |
| Exprimés       | Exprimés           | Exprimés              | 7 684        | 97,70        | 8 609         | 97,94         |

#### 2ème circonscription
| Candidat       | Candidat        | Parti               | Premier tour | Premier tour | Deuxième tour | Deuxième tour |
| Candidat       | Candidat        | Parti               | Voix         | %            | Voix          | %             |
| -------------- | --------------- | ------------------- | ------------ | ------------ | ------------- | ------------- |
|                | André Charlois  | SI                  | 1 500        | 30,69        | 2 163         | 44,64         |
|                | Auguste Berthon | Parti ouvrier       | 1 226        | 25,09        | 2 678         | 55,27         |
|                | Péraldi         | Radical indépendant | 1 041        | 21,30        |               |               |
|                | Émile Claude    | SFIO                | 923          | 18,89        |               |               |
|                | Dubreuil        | Divers              | 194          | 3,97         |               |               |
|                | Lebel           | Divers              | 3            | 0,06         |               |               |
|                | Divers          | Divers              |              |              | 4             | 0,08          |
|                |                 |                     |              |              |               |               |
| Inscrits       | Inscrits        | Inscrits            | 8 732        | 100,00       | 8 732         | 100,00        |
| Votants        | Votants         | Votants             | 5 005        | 57,32        | 5 011         | 57,39         |
| Abstention     | Abstention      | Abstention          | 3 727        | 42,68        | 3 721         | 42,61         |
| Blancs et nuls | Blancs et nuls  | Blancs et nuls      | 118          | 2,36         | 166           | 3,31          |
| Exprimés       | Exprimés        | Exprimés            | 4 887        | 97,64        | 4 845         | 96,69         |

#### 3ème circonscription
| Candidat       | Candidat        | Parti               | Premier tour | Premier tour | Deuxième tour | Deuxième tour |
| Candidat       | Candidat        | Parti               | Voix         | %            | Voix          | %             |
| -------------- | --------------- | ------------------- | ------------ | ------------ | ------------- | ------------- |
|                | Pierre Renaudel | SFIO                | 6 419        | 44,03        | 8 141         | 50,66         |
|                | Aiguier         | Radical indépendant | 3 330        | 22,84        | 7 930         | 49,34         |
|                | François Coreil | PRS                 | 2 929        | 20,09        |               |               |
|                | Jean Barberis   | PRRRS               | 1 889        | 12,96        |               |               |
|                | Divers          | Divers              | 12           | 0,08         |               |               |
|                |                 |                     |              |              |               |               |
| Inscrits       | Inscrits        | Inscrits            | 21 478       | 100,00       | 21 640        | 100,00        |
| Votants        | Votants         | Votants             | 14 750       | 68,67        | 16 294        | 75,30         |
| Abstention     | Abstention      | Abstention          | 6 728        | 31,33        | 5 349         | 24,72         |
| Blancs et nuls | Blancs et nuls  | Blancs et nuls      | 171          | 1,16         | 223           | 1,37          |
| Exprimés       | Exprimés        | Exprimés            | 14 579       | 98,84        | 16 071        | 98,63         |